# Каролін Грем Гансен
Каролін Грем Гансен (норв. Caroline Graham Hansen; нар. 18 лютого 1995, Осло, Норвегія) — норвезька футболістка, флангова півзахисниця іспанського клубу «Барселона».

## Клубна кар'єра

### «Люн»
Народилася та виросла в Осло, до 15-річного віку виступала за «Люн». У складі команди U-16 виграла кубок Норвегії.

### «Стабек»
У серпні 2010 року перейшла у «Стабек», того ж тижня дебютувала в Топсерієн, вийшовши на поле на 73-й хвилині поєдинку проти «Донна». Каролін відзначилася головою передачею, а «Стабек» здобув перемогу з рахунком 3:0. А після перемоги в останньому турі над «Тронгейм-Орн» (3:0) разом зі «Стабеком» виграла норвезький чемпіонат. У 2011 році допомогла команді обіграти в фіналі кубку Норвегії «Роа». Гансен допомогла зрівняти рахунок у додатковий час точною передачею на Катрін Педерсен, проте в серії післяматчевих пенальті стала єдиною гравчинею «Стабека», яка не реалізувала удар в серії післяматчевих пенальті.

### «Тиреше»

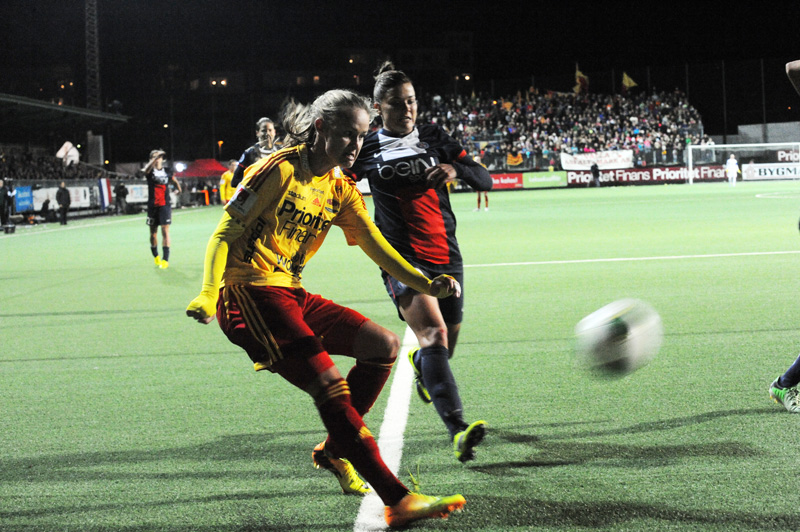
Каролін Гансен під час виступів за «Тиреше» в 2013 році

У серпні 2013 року Гансен підписала контракт зі «Тиреше» з чемпіонату Швеції. У другій частині сезону виходила на поле в стартовому складі в 5-и матчах (з 7-и загалом), в яких відзначилася 3-а голами. Також допомогла «Тиреше» потрапити до 1/4 фіналу жіночої Ліги чемпіонів 2013/14.
У січні 2014 року Гансен повернулася до «Стабека», щоб закінчити середню школу, оскільки не отримала необхідних оцінок у Швеції. За нею продовжували спостерігати декілька провідних європейських клубів й у червні 2014 року Каролін планувала залишити команду по завершенні навчання. Зрозумівши, що футболістки не заробляють достатньо грошей, щоб вийти на пенсію, Гансен планувала власну кар'єру по завершенні футбольної кар'єри. У «Стабеку» Каролін поєднувала виступи в жіночому чемпіонату Норвегії з тренерською діяльністю юнацьких чоловічих команд.

### «Вольфсбург»

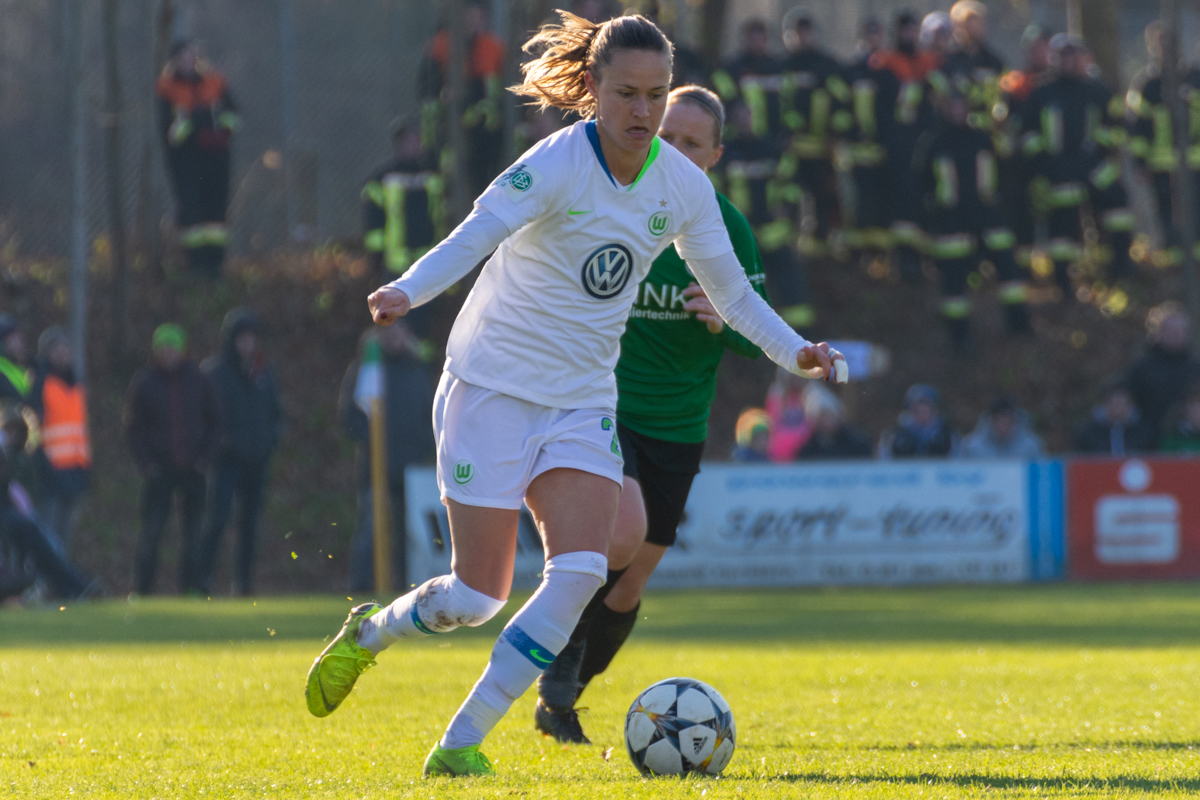
Гансен під час виступів за німецький «Вольфсбург» у 2018 році.

8 травня 2014 року німецький «Вольфсбург» оголосив про підписання з Каролін 2-річного контракту. Норвезькі ЗМІ заявили, що її річна зарплата становить близько 100 000 фунтів стерлінгів.
Разом з «Вольфсбургом» у 2016 та 2018 роках виходила до фіналу жіночої Ліги чемпіонів, в якій в обох випадках німецький клуб поступався «Ліону». А в сезонах 2016/17 та 2018/19 років «Вольфсбург» поступався «Ліону» в 1/4 фіналу Ліги чемпіонів.

### «Барселона»
У травні 2019 року підписала 2-річний контракт з «Барселоною».

## Кар'єра в збірній
У 2011 році 16-річна Гансен виступала за дівочу збірну Норвегії WU-19, у складі якої дійшла до фіналу чемпіонату Європи WU-19 2011 року, де норвежки поступилися збірній Німеччини. Гансен також брала участь у чемпіонату світу WU-20 2012 в Японії, де збірна Норвегії дісталася 1/4 фіналу.
У листопаді 2011 року дебютувала за головну жіночу збірну країни в поєдинку проти Бельгії. У червні 2011 року відзначилася дебютним голом у переможному (11:0) поєдинку проти Болгарії, окрім цього відзначилася 5-а гольовими передачами в тому матчі.
Каролін потрапила до списку гравців збірної Норвегії, яких викликав досвідчений тренер Евен Пеллеруд для участі в жіночому чемпіонаті Європи 2013 року. Флангова півзахисниця Хансен та юна нападниця Ада Хегерберг були одними з провідних гравчинь норвезької команди, яка вийшла до фіналу турніру. У фінальному матчі на Френдз Арена на 61-й хвилині поєдинку Хансен заробила пенальті після порушення правил з боку Саскії Бартусяк, проте німецька воротарка Надін Ангерер відбила свій другий пенальті в тому поєдинку. А гол Ані Міттаг приніс німецькій збірній 6-й поспіль чемпіонський титул.
Не змогла зіграти на чемпіонаті світу 2015 року, оскільки не встигла вчасно відновитися від важкої травми коліна, через що була виключена зі списку гравчинь, які поїхали на мундіаль.
Потрапила до списку кандидаток на поїздку на чемпіонат Європи 2017 року.
У 2019 році стало відомо, що вона представлятиме Норвегію на чемпіонаті світу 2019 року. Допомогла норвежкам дійти до 1/4 фіналу, де вони поступилися Англії.

## Статистика виступів

### Клубна
Станом на 12 січня 2022
| Клуб              | Сезон             | Дивізіон          | Ліга  | Ліга | Кубок1 | Кубок1 | Континентальний2 | Континентальний2 | Загалом | Загалом |
| Клуб              | Сезон             | Дивізіон          | Матчі | Голи | Матчі  | Голи   | Матчі            | Голи             | Матчі   | Голи    |
| ----------------- | ----------------- | ----------------- | ----- | ---- | ------ | ------ | ---------------- | ---------------- | ------- | ------- |
| «Стабек»          | 2010              | Топсерієн         | 7     | 1    | 0      | 0      | 0                | 0                | 7       | 1       |
| «Стабек»          | 2011              | Топсерієн         | 19    | 8    | 2      | 0      | 2                | 0                | 23      | 8       |
| «Стабек»          | 2012              | Топсерієн         | 21    | 7    | 5      | 4      | 3                | 0                | 29      | 11      |
| «Стабек»          | 2013              | Топсерієн         | 15    | 10   | 2      | 2      | 0                | 0                | 17      | 12      |
| «Стабек»          | Загалом           | Загалом           | 62    | 26   | 9      | 6      | 5                | 0                | 76      | 32      |
| «Тиреше»          | 2013              | Дамалльсвенскан   | 7     | 3    | 1      | 0      | 4                | 0                | 12      | 3       |
| «Тиреше»          | Загалом           | Загалом           | 7     | 3    | 1      | 0      | 4                | 0                | 12      | 3       |
| «Стабек»          | 2014              | Топсерієн         | 9     | 2    | 1      | 1      | 0                | 0                | 10      | 3       |
| «Стабек»          | Загалом           | Загалом           | 9     | 2    | 1      | 1      | 0                | 0                | 10      | 3       |
| «Вольфсбург»      | 2014–15           | Бундесліга        | 17    | 7    | 4      | 2      | 6                | 2                | 27      | 11      |
| «Вольфсбург»      | 2015–16           | Бундесліга        | 13    | 6    | 2      | 2      | 4                | 3                | 19      | 11      |
| «Вольфсбург»      | 2016–17           | Бундесліга        | 16    | 6    | 3      | 1      | 4                | 1                | 23      | 8       |
| «Вольфсбург»      | 2017–18           | Бундесліга        | 20    | 2    | 3      | 3      | 8                | 2                | 31      | 7       |
| «Вольфсбург»      | 2018–19           | Бундесліга        | 22    | 8    | 4      | 4      | 6                | 2                | 27      | 12      |
| «Вольфсбург»      | Загалом           | Загалом           | 88    | 29   | 16     | 12     | 28               | 10               | 132     | 51      |
| «Барселона»       | 2019–20           | Прімера           | 14    | 7    | 3      | 2      | 6                | 0                | 25      | 10      |
| «Барселона»       | 2020–21           |                   | 23    | 8    | 1      | 0      | 9                | 3                | 34      | 11      |
| «Барселона»       | 2021–22           |                   | 12    | 4    | 0      | 0      | 4                | 0                | 16      | 4       |
| «Барселона»       | Загалом           | Загалом           | 49    | 19   | 4      | 2      | 19               | 3                | 75      | 25      |
| Усього за кар'єру | Усього за кар'єру | Усього за кар'єру | 215   | 79   | 31     | 21     | 56               | 13               | 305     | 114     |

### Голи за збірну
Станом на 10 березня 2020
| Гол | Дата              | Місце                                                  | Суперник          | Результат | Змагання                                     |
| --- | ----------------- | ------------------------------------------------------ | ----------------- | --------- | -------------------------------------------- |
| 1.  | 16 червня 2012    | Сарпсборг, Сарпсборг, Норвегія                         | Болгарія          | 11–0      | кваліфікація жіночого чемпіонату Європи 2013 |
| 2.  | 6 березня 2013    | Муніципальний стадіон Бела-Вішта, Портімау, Португалія | Португалія        | 0–2       | Кубок Алгарве 2013                           |
| 3.  | 7 липня 2013      | Меллос, Мосс, Норвегія                                 | Росія             | 2–3       | Товариський матч                             |
| 4.  | 7 липня 2013      | Меллос, Мосс, Норвегія                                 | Росія             | 2–3       | Товариський матч                             |
| 5.  | 25 вересня 2013   | Уллевол, Осло, Норвегія                                | Бельгія           | 4–1       | кваліфікація чемпіонату світу 2015           |
| 6.  | 26 жовтня 2013    | Сарпсборг, Сарпсборг, Норвегія                         | Албанія           | 7–0       | кваліфікація чемпіонату світу 2015           |
| 7.  | 26 жовтня 2013    | Сарпсборг, Сарпсборг, Норвегія                         | Албанія           | 7–0       | кваліфікація чемпіонату світу 2015           |
| 8.  | 26 жовтня 2013    | Сарпсборг, Сарпсборг, Норвегія                         | Албанія           | 7–0       | кваліфікація чемпіонату світу 2015           |
| 9.  | 30 жовтня 2013    | Крас стадіон, Волендам, Нідерланди                     | Нідерланди        | 1–2       | кваліфікація чемпіонату світу 2015           |
| 10. | 14 червня 2014    | Бранн, Берген, Норвегія                                | Греція            | 6–0       | кваліфікація чемпіонату світу 2015           |
| 11. | 13 September 2014 | Ніко Дована, Дуррес, Албанія                           | Албанія           | 0–11      | кваліфікація чемпіонату світу 2015           |
| 12. | 13 September 2014 | Ніко Дована, Дуррес, Албанія                           | Албанія           | 0–11      | кваліфікація чемпіонату світу 2015           |
| 13. | 22 січня 2016     | Ла-Манга Клуб Футбол, Ла-Манга, Іспанія                | Румунія           | 0–6       | Товариський матч                             |
| 14. | 9 березня 2016    | Ваудестейн, Роттердам, Нідерланди                      | Швейцарія         | 2–1       | кваліфікація Олімпійських ігор 2016          |
| 15. | 15 вересня 2016   | Акер, Молде, Норвегія                                  | Казахстан         | 10–0      | кваліфікація чемпіонату Європи 2017          |
| 16. | 15 вересня 2017   | Фредерікстад, Фредерікстад, Норвегія                   | Північна Ірландія | 4–1       | кваліфікація чемпіонату світу 2019           |
| 17. | 19 вересня 2017   | Сарпсборг, Сарпсборг, Норвегія                         | Словаччина        | 6–1       | кваліфікація чемпіонату світу 2019           |
| 18. | 19 вересня 2017   | Сарпсборг, Сарпсборг, Норвегія                         | Словаччина        | 6–1       | кваліфікація чемпіонату світу 2019           |
| 19. | 28 листопада 2017 | Муніципальний стадіон Марбельї, Марбелья, Іспанія      | Канада            | 3–2       | Товариський матч                             |
| 20. | 10 квітня 2018    | Шемрок Парк, Портадаун, Північна Ірландія              | Північна Ірландія | 0–3       | кваліфікація чемпіонату світу 2019           |
| 21. | 10 квітня 2018    | Шемрок Парк, Портадаун, Північна Ірландія              | Північна Ірландія | 0–3       | кваліфікація чемпіонату світу 2019           |
| 22. | 12 червня 2018    | Вікінг, Ставангер, Норвегія                            | Ірландія          | 1–0       | кваліфікація чемпіонату світу 2019           |
| 23. | 17 січня 2019     | Ла-Манга Клуб Футбол, Ла-Манга, Іспанія                | Шотландія         | 1–3       | Товариський матч                             |
| 24. | 17 січня 2019     | Ла-Манга Клуб Футбол, Ла-Манга, Іспанія                | Шотландія         | 1–3       | Товариський матч                             |
| 25. | 6 березня 2019    | Ештадіу Бела-Вішта Парчел, Алгарве, Португалія         | Польща            | 0–3       | Кубок Алгарве 2019                           |
| 26. | 17 червня 2019    | Огюст Делон, Реймс, Франція                            | Південна Корея    | 1–2       | Чемпіонат світу 2019                         |
| 27. | 30 серпня 2019    | Сів'є, Белфаст, Північна Ірландія                      | Північна Ірландія | 0–6       | кваліфікація чемпіонату Європи 2021          |
| 28. | 30 серпня 2019    | Сів'є, Белфаст, Північна Ірландія                      | Північна Ірландія | 0–6       | кваліфікація чемпіонату Європи 2021          |
| 29. | 30 серпня 2019    | Сів'є, Белфаст, Північна Ірландія                      | Північна Ірландія | 0–6       | кваліфікація чемпіонату Європи 2021          |
| 30. | 3 вересня 2019    | Бранн, Берген, Норвегія                                | Англія            | 2–1       | Товариський матч                             |
| 31. | 4 жовтня 2019     | Борисов-Арена, Борисов, Білорусь                       | Білорусь          | 1–7       | кваліфікація чемпіонату Європи 2021          |
| 32. | 4 жовтня 2019     | Борисов-Арена, Борисов, Білорусь                       | Білорусь          | 1–7       | кваліфікація чемпіонату Європи 2021          |
| 33. | 8 жовтня 2019     | Торсволлюр, Торсгавн, Фарерські острови                | Фарерські острови | 0–13      | кваліфікація чемпіонату Європи 2021          |
| 34. | 8 жовтня 2019     | Торсволлюр, Торсгавн, Фарерські острови                | Фарерські острови | 0–13      | кваліфікація чемпіонату Європи 2021          |
| 35. | 8 жовтня 2019     | Торсволлюр, Торсгавн, Фарерські острови                | Фарерські острови | 0–13      | кваліфікація чемпіонату Європи 2021          |
| 36. | 8 листопада 2019  | Вікінг, Ставангер, Норвегія                            | Північна Ірландія | 6–0       | кваліфікація чемпіонату Європи 2021          |
| 37. | 8 листопада 2019  | Вікінг, Ставангер, Норвегія                            | Північна Ірландія | 6–0       | кваліфікація чемпіонату Європи 2021          |
| 38. | 10 березня 2020   | Алгарве, Фару, Португалія                              | Нова Зеландія     | 2–1       | Кубок Алгарве 2020                           |

## Досягнення
«Стабек»
- Топпсерієн
  -  Чемпіон (2): 2010, 2013
- Кубок Норвегії
  -  Володар (3): 2011, 2012, 2013

«Вольфсбург»
- Бундесліга Німеччини
  -  Чемпіон (3): 2016/17, 2017/18, 2018/19
- Кубок Німеччини
  -  Володар (5): 2014/15, 2015/16, 2016/17, 2017/18, 2018/19